# 獵狐行動 (電影)
《獵狐行動》（或記作《猎狐·行动》）是一部2025年上映的中國動作犯罪電影，故事藍本來自2008年至2014年發生的獵狐行動，由張立嘉執導，米歇爾·朱利安及崔東憲擔任動作指導；梁朝偉、段奕宏、夏侯雲姍主演，張傲月、歐嘉·柯瑞蘭寇及何塞·加西亞領銜主演。
電影原定2021年1月8日在中國上映，最後撤檔。四年後才定檔2025年4月4日清明節檔上映，但票房表現慘淡。

## 劇情
電影以2008年至2014年發生的獵狐行動作為時空設定，講述一宗大型詐騙案件，所有百姓的錢遭全騙走，金額高達174億。幕後主腦金融詐騙犯戴逸宸（梁朝偉飾）已被追捕近七年，突然現身法國巴黎，並繼續進行他的詐騙計劃，受騙金額高達174億。此案件引起刑侦民警葉鈞（段奕宏飾）的注意，於是他成立「獵狐小隊」，以方便前往法國追捕詐騙主腦戴逸宸及有關人士……

## 演員
| 演員            | 角色     | 簡介 |
| --------------- | -------- | --- |
| 梁朝偉          | 戴逸宸   | 化名：威廉 跨國犯罪集團首領 騙走市民高達174億的金額 為人笑裡藏刀，心狠手辣，貪得無厭 最終被捕並判處終身監禁 角色原型：施建祥、閆永明 |
| 段奕宏          | 葉鈞     | 刑偵民警 戴逸宸之天敵 成立「獵狐小隊」，以更方便在法國拘捕戴逸宸，時長長達七年                                                       |
| 夏侯雲姍        | 郭小佳   | 警員 「獵狐小隊」成員 葉鈞的手下 主要負責收集有關「獵狐行動」的情報 後被戴逸宸手下殺害                                               |
| 張傲月          | 趙毅     | 警員 「獵狐小隊」成員 葉鈞的手下 為人較衝動 曾被戴逸宸試圖賄賂，但拒絕                                                               |
| 歐嘉·柯瑞蘭寇   | 艾爾莎   | 律師 戴逸宸的律師兼女友，與其勾結逼害葉鈞等人 為人見錢眼開，貪得無厭 後出賣戴逸宸，把他的資料傳給郭小佳，但最終事敗並被其派人殺害    |
| 何塞·加西亞     | 巴斯蒂安 | 商人 戴逸宸的合作伙伴，後反目並出賣其 後被戴逸宸收賣的手下槍殺身亡                                                                   |
| 奧利維爾·雷堡汀 | 諾埃     | 法國警察 和葉鈞合作 |
| 富揚恩          |          | |
| 巫剛            |          | |
| 奚美娟          |          | |

## 制作
2019年5月24日，导演張立嘉，演員梁朝偉、段奕宏、制片人祁伟礼及上海电影集团董事长任仲伦等在北京出席开机仪式，片名定为《獵狐行動》，並表示是由2014年發生的獵狐行動改篇。同年9月18日杀青。

## 电影歌曲
| 曲別   | 歌名         | 作曲 | 作詞 | 演唱者 |
| ------ | ------------ | ---- | ---- | ------ |
| 主題曲 | 《獵狐行動》 | 白舉 | 白舉 | 馬伯騫 |

## 发行
2020年7月14日，本片發布首款預告，並表示定檔在2021年1月8日。2021年1月4日，本片突然宣布撤檔，並表示因海外進行的部分後期製作工作未能如期完成，經過考慮，決定撤出1月8日檔，並宣布將於2021年擇日公映，至2025年4月4日才於中國大陸上映。

## 反響

### 票房
《猎狐行动》於中國首日上映票房僅962万元人民币，當週票房排名第五位，表現不佳。